# Ranunculus trivedii
Ranunculus trivedii Aswal & Mehrotra – gatunek rośliny z rodziny jaskrowatych (Ranunculaceae Juss.). Występuje naturalnie w północnych częściach Pakistanu i Indii oraz w Chinach (w południowo-zachodniej części Tybetu). 

## Morfologia
PokrójBylina o lekko owłosionych pędach. Dorasta do 5–10 cm wysokości.
LiścieLiście odziomkowe w zarysie mają kształt od owalnego do trapezoidalnie owalnego. Mierzą 1–2 cm długości oraz 0,5–1,5 cm szerokości. Nasada liścia jest zaokrąglona lub klinowa. Liść jest na brzegu całobrzegi z 3 lub 5 ząbkami. Wierzchołek jest tępy lub ostry. Ogonek liściowy jest nagi i ma 2–5 cm długości. Liście łodygowe są dwu- lub trójdzielne.
KwiatySą pojedyncze. Rozwijają się na szczytach pędów. Mają żółtą barwę. Osiągają 12–22 mm średnicy. Mają 5 eliptycznych działek kielicha, które dorastają do 5–7 mm długości. Mają 5 lub 6 odwrotnie owalnych płatków o długości 5–10 mm.

## Biologia i ekologia
Rośnie na górskich łąkach. Występuje na wysokości od 4300 do 5100 m n.p.m. Kwitnie w sierpniu. 